# العلاقات الفانواتية الهندوراسية
العلاقات الفانواتية الهندوراسية هي العلاقات الثنائية التي تجمع بين فانواتو وهندوراس.

## مقارنة بين البلدين
هذه مقارنة عامة ومرجعية للدولتين:
| وجه المقارنة                                              | فانواتو                                  | هندوراس          |
| --------------------------------------------------------- | ---------------------------------------- | ---------------- |
| المساحة (كم2)                                             | 12.19 ألف                                | 112.49 ألف       |
| عدد السكان (نسمة)                                         | 276.24 ألف                               | 9.27 مليون       |
| الكثافة السكانية (ن./كم²)                                 | 22.66                                    | 82.41            |
| العاصمة                                                   | بورت فيلا                                | تيغوسيغالبا      |
| اللغة الرسمية                                             | اللغة البسلاما، لغة فرنسية، لغة إنجليزية | اللغة الإسبانية  |
| العملة                                                    | فاتو فانواتي                             | لمبيرة هندوراسية |
| الناتج المحلي الإجمالي (بليون دولار)                      | 862.88 مليون                             | 22.98 مليار      |
| الناتج المحلي الإجمالي (تعادل القوة الشرائية) بليون دولار | 790.76 مليون                             | 41.14 مليار      |
| الناتج المحلي الإجمالي الاسمي للفرد دولار أمريكي          | 2.81 ألف                                 | 2.53 ألف         |
| الناتج المحلي الإجمالي للفرد دولار أمريكي                 | 3.03 ألف                                 | 4.91 ألف         |
| مؤشر التنمية البشرية                                      | 0.594                                    | 0.606            |
| رمز المكالمات الدولي                                      | +678                                     | +504             |
| رمز الإنترنت                                              | .vu                                      | .hn              |
| المنطقة الزمنية                                           | ت ع م+11:00                              | 00               |

## منظمات دولية مشتركة
يشترك البلدان في عضوية مجموعة من المنظمات الدولية، منها:
| علم المنظمة | اسم المنظمة                        | تاريخ انضمام فانواتو | تاريخ انضمام هندوراس |
| ----------- | ---------------------------------- | -------------------- | -------------------- |
|             | يونسكو                             | 10 فبراير 1994       | 16 ديسمبر 1947       |
|             | مؤسسة التمويل الدولية              | 28 سبتمبر 1981       | 20 يوليو 1956        |
|             | منظمة حظر الأسلحة الكيميائية       | ?                    | ?                    |
|             | مؤسسة التنمية الدولية              | 28 سبتمبر 1981       | 23 ديسمبر 1960       |
|             | منظمة التجارة العالمية             | ?                    | ?                    |
|             | وكالة ضمان الاستثمار متعدد الأطراف | 27 يوليو 1988        | 30 يونيو 1992        |
|             | الاتحاد البريدي العالمي            | ?                    | ?                    |
|             | الاتحاد الدولي للاتصالات           | 30 مارس 1988         | 27 أكتوبر 1925       |
|             | الأمم المتحدة                      | 15 سبتمبر 1981       | 17 ديسمبر 1945       |
|             | البنك الدولي للإنشاء والتعمير      | 28 سبتمبر 1981       | 27 ديسمبر 1945       |

## وصلات خارجية
- موقع وزارة الخارجية الهندوراسية